# 雷明頓山
71°46′S 161°17′E / 71.767°S 161.283°E
雷明頓山（英語：Mount Remington），是南極洲的山峰，位於維多利亞地的彭內爾海岸，處於布雷斯納漢山西北面7公里，海拔高度1,775米，美國地質調查局根據測量和該國海軍的空中照片繪入地圖，現時由南極條約體系管理。